# Yiu
Yiu – francuska seria komiksowa z gatunku science-fiction, której twórcami są scenarzyści: Téhy et J.M. Vee oraz rysownicy: Jérôme Renéaume i Nicolas Guénet. Ukazała się w siedmiu tomach w latach 1999–2009 nakładem wydawnictw Le Téméraire (tom 1.) i Soleil Productions (pozostałe tomy). W Polsce opublikowało ją wydawnictwo Studio Lain w 2020 w dwóch tomach zbiorczych. 
W latach 2003–2011 ukazała się siedmioczęściowa kontynuacja Yiu zatytułowana Yiu, premières missions.

## Fabuła
Początek XXII wieku. Świat od półtora stulecia cierpi z powodu niszczycielskich epidemii, zamachów, wojen domowych, masowych wędrówek ludów. Ludzkość żyje pod jarzmem fanatycznych karteli religijnych. Nowe Jeruzalem staje się miastem, w którym współistnieją przedstawiciele wszystkich wyznań. Ta Święta Cytadela jest świadkiem świętej wojny, w której młoda najemniczka Yiu podejmuje walkę z Antychrystem.

## Tomy
| Tom | Tytuł i rok wydania polskiego         | Tytuł i rok wydania oryginalnego               | Uwagi                                                             |
| --- | ------------------------------------- | ---------------------------------------------- | ----------------------------------------------------------------- |
| 1   | W piekle (2020)                       | Aux enfers (1999)                              | W polskim wydaniu tomy te ukazały się w jednym albumie zbiorczym. |
| 2   | Obietnica, którą ci złożyłam (2020)   | La Promesse que je te fais (2001)              | W polskim wydaniu tomy te ukazały się w jednym albumie zbiorczym. |
| 3   | Świętoprawcy (2020)                   | Assassaints (2002)                             | W polskim wydaniu tomy te ukazały się w jednym albumie zbiorczym. |
| 4   | Módlcie się, aby umarł (2020)         | Prie pour qu’elle meure (2004)                 | W polskim wydaniu tomy te ukazały się w jednym albumie zbiorczym. |
| 5   | Upadek Imperium Ewangelicznego (2020) | La Chute de l’empire évangéliste (2005)        | W polskim wydaniu tomy te ukazały się w jednym albumie zbiorczym. |
| 6   | Apokalipsa lub Księga Życia (2020)    | L’Apocalypse ou le livre des splendeurs (2008) | W polskim wydaniu tomy te ukazały się w jednym albumie zbiorczym. |
| 7   | Ostatni Testament (2020)              | Dernier Testament (2009)                       | W polskim wydaniu tomy te ukazały się w jednym albumie zbiorczym. |